# Вологодская возвышенность
Вологодская возвышенность — возвышенность на юге центральной части Вологодской области России. Расположена на территории Вологодского, Грязовецкого, Кирилловского, Череповецкого и Шекснинского районов.
Сформировалась на сильно расчленённом мезозойском плато из краевых образований московского оледенения, размытыми и преобразованными водами последнего оледенения. Реки бассейнов Северной Двины и Волги, такие, как Вологда, Лежа, Согожа, Обнора, унаследовали на склонах возвышенности долины стока ледниковых вод.
Преобладают полого-всхолмленные моренные равнины, а в наиболее возвышенной южной части — Даниловской возвышенности — холмисто-моренный рельеф. На западе выделены Леоновская и Чуровская гряды.
Преобладающие высоты — от 150 до 220 метров над уровнем моря.